# Joseph Gitau
Joseph Gitau (3 januari 1988) is een Keniaanse langeafstandsloper, die gespecialiseerd is in de marathon.

## Loopbaan
Gitau kreeg met name bekendheid vanwege zijn overwinning op de marathon van Fukuoka in 2012. Een jaar later moest hij genoegen nemen met een tweede plaats bij dezelfde wedstrijd. Hij finishte toen in 2:09.00 achter zijn landgenoot Martin Mathathi, die de wedstrijd won in 2:07.16.

## Persoonlijke records
Baan
| Afstand  | Tijd     | Datum             | Plaats |
| -------- | -------- | ----------------- | ------ |
| 5000 m   | 13.43,0  | 23 september 2006 | Kure   |
| 10.000 m | 27.58,09 | 26 september 2008 | Tendo  |

Weg
| Afstand        | Tijd    | Datum           | Plaats  |
| -------------- | ------- | --------------- | ------- |
| 10 km          | 28.27   | 15 juni 2008    | Sapporo |
| 15 km          | 43.11   | 15 juni 2008    | Sapporo |
| 20 km          | 58.05   | 15 juni 2008    | Sapporo |
| halve marathon | 1:01.19 | 15 juni 2008    | Sapporo |
| marathon       | 2:06.58 | 2 december 2012 | Fukuoka |

## Palmares

### halve marathon
- 2008:  halve marathon van Sapporo - 1:01.19
- 2009:  halve marathon van Yamaguchi - 1:01.23
- 2009: 5e halve marathon van Sapporo - 1:02.39
- 2010:  halve marathon van Yamaguchi - 1:01.43
- 2012:  halve marathon van Sapporo - 1:02.00
- 2013:  halve marathon van Sendai - 1:02.07

### marathon
- 2010: 9e marathon van Sapporo - 2:21.54
- 2012:  marathon van Fukuoka - 2:06.58
- 2013:  marathon van Fukuoka - 2:09.00
- 2014: 16e marathon van Fukuoka - 2:15.13